# Jakob Orlov
Jakob Orlov (15 maart 1986) is een Zweeds profvoetballer die speelt als spits voor Jönköpings Södra IF in de Zweedse Superettan.

## Carrière
Orlov begon zijn profperiode bij Skövde AIK in 2007. In het seizoen 2009 haalde zijn club de tweede plaats in de Södra Division 1 en mocht de club de play-offs spelen. Orlov had een groot aandeel in dit succes: hij werd met zestien doelpunten tweede in de lijst van topscorers in deze competitie.
In 2010 vertrok hij naar Gefle IF, dat uitkwam in de Allsvenskan, de hoogste competitie in Zweden. In de eerste seizoenshelft van het seizoen 2010 vormde hij met Alexander Gerndt een succesvol spitsenduo. Na vier seizoenen, 113 wedstrijden en 34 goals verruilde Orlov in 2014 de club voor het Noorse SK Brann.
Orlov speelde voor zichzelf een prima seizoen bij Brann Bergen en haalde hij gemiddeld een voldoende voor zijn spel, echter degradeerde hij met zijn club vanuit de Tippeligaen naar de Adeccoligean in 2014. Orlov speelde in 2015 vier maanden op huurbasis voor het Zweedse Hammarby IF.